# Майлз, Кен
Ке́ннет Ге́нри Джей Майлз (англ. Ken Miles, 1 ноября 1918 — 17 августа 1966) — британский автогонщик и гоночный инженер. Наибольших успехов достиг, выступая в автоспорте США и стартуя за американские команды в международных гонках. Победитель автомарафона «24 часа Дейтоны», победитель и призёр «12 часов Себринга», призёр гонки «24 часа Ле-Мана». Является членом Зала славы автоспорта Америки. Спроектированный Майлзом совместно с Кэрроллом Шелби автомобиль Ford GT40 становился победителем «24 часов Ле-Мана» в 1966, 1967, 1968 и 1969 годах.

## Биография
Майлз начинал как мотоциклист, в 1929 году сев за руль Trials Special Triumph с двигателем 350сс, на котором потом попал в аварию. Участвовал во Второй мировой войне. После войны продолжил гоночную карьеру уже на спортивных автомобилях, выступив в Сильверстоуне 23 апреля 1949 года, о чём написал журнал Motor Sport.
В 1952 году переехал в США, где в 1953 году выиграл 14 гонок подряд в Sports Car Club of America. Выступал на автомобилях на базе MG Cars и Porsche. В 1961 году был заявлен на участие в Гран-при США в Формуле-1 в составе частной команды, должен был выступать на Lotus 18, но не прибыл на Гран-при. Стал главным тест-пилотом Shelby American в 1963 году.
Кен Майлз участвовал в усовершенствовании спортивного Ford GT40, который был создан для того, чтобы выиграть у Ferrari в соревнованиях по гонкам на выносливость. В 1965 году англичанин стартовал на этой модели с Брюсом Маклареном в гонках «12 часов Себринга» (второе место на финише) и «24 часа Ле-Мана» (сход из-за поломки коробки передач). А в следующем 1966 году ему удалось стать победителем автомарафонов «24 часа Дейтоны» и «12 часов Себринга» в паре с Ллойдом Раби. 
Также Майлз мог стать обладателем уникального достижения, если бы одержал в течение одного сезона ещё и победу в «Ле-Мане» — третьем  и самом престижном из супермарафонов. В этой гонке он лидировал вместе с Денни Халмом. При этом прямо перед финишем руководители «Форда» указали трём своим экипажам пересечь финишную черту практически одновременно для эффектного фотофиниша. По данным некоторых журналистов, финиша первым достиг Майлз, однако компьютерный фотофиниш показал победу экипажа новозеландцев Брюса Макларена и Криса Эймона. При этом машина Макларена и Эймона, стартовавшая примерно на 18 метров позади автомобиля Майлза и Халма, прошла чуть бо́льшую дистанцию, и поэтому была признана победителем организаторами гонки.
Через два месяца Майлз погиб в результате несчастного случая во время продолжения испытаний по улучшению Ford GT40 на американской трассе Риверсайд.
За свою карьеру принял участие в 265 соревнованиях, одержав 86 побед.

## Образ в кинематографе
Кен Майлз — один из главных героев фильма 2019 года «Ford против Ferrari», в роли Кена снялся Кристиан Бейл.